# Edsken
Edsken is een plaats in de gemeente Hofors in het landschap Gästrikland en de provincie Gävleborgs län in Zweden. De plaats heeft 57 inwoners (2005) en een oppervlakte van 12 hectare.